# Синерецкая волость (Псковская область)

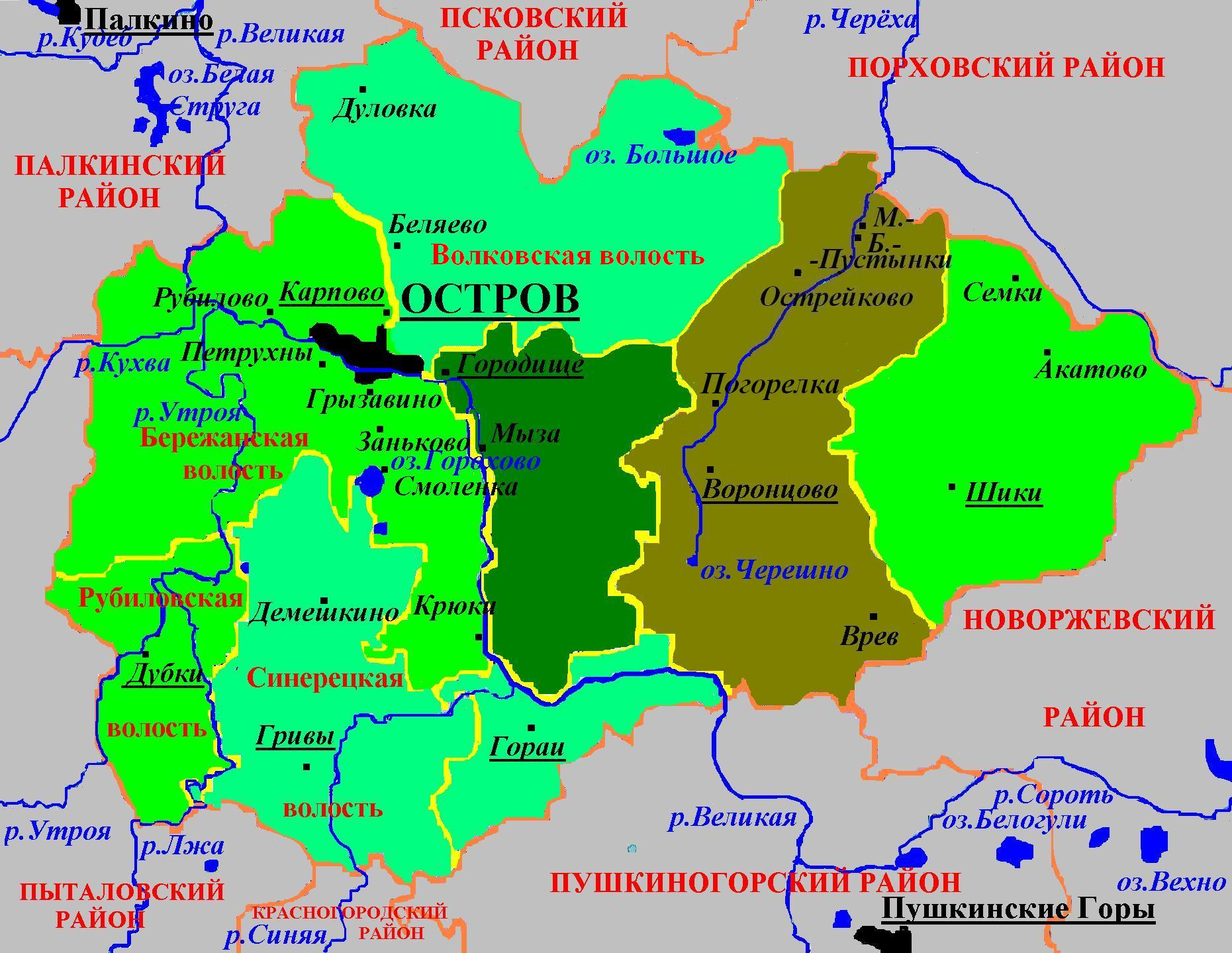
Административное деление Островского района в 2006—2010 годах

Синерецкая волость — бывшая административно-территориальная единица 3-го уровня (с 1995 до 2010) в Островском районе Псковской области России.
Административным центром была деревня Гривы.

## География
Территория бывшей волости находилась на самом юге района, по реке Синяя.

## Населённые пункты
В состав Дуловской волости входило 52 деревни: Ануфриево, Астратово, Беспутино, Бланты, Боровские, Боросково, Вагали, Вадово, Венявино, Высоково, Выставка, Горское, Гривы, Демешкино, Долгово, Жавры, Жегово, Железово, Заборовье, Зайцы, Заноги, Званка, Иваново, Изъядиново, Коношино, Лебедево, Ломки, Матрухново, Мелехи, Мельница, Меньшиково, Морозово, Мошки, Пентехи, Перевоз, Перестрелово, Поверищи, Рябово, Сеново, Скадино, Стодолово, Сукманная Горушка, Терехи, Тряпино, Тузы, Усово, Хилово, Хмылово, Шарапово, Щербаки, Юрчане, Якуши.

## История
Территория этой ныне бывшей волости в 1927 году вошла в Островский район в виде ряда сельсоветов, в том числе Синерецкого сельсовета.
Указом Президиума Верховного Совета РСФСР от 16 июня 1954 года в Синерецкий сельсовет был включён Меленский сельсовет.
Решением Псковского облисполкома от 25 апреля 1960 года в Синерецкий сельсовет был включён Заборовский сельсовет.
Постановлением Псковского областного Собрания депутатов от 26 января 1995 года все сельсоветы в Псковской области были переименованы в волости, в том числе Синерецкий сельсовет был превращён в Синерецкую волость.
Законом Псковской области от 28 февраля 2005 года было также образовано муниципальное образование Синерецкая волость со статусом сельского поселения с 1 января 2006 года в составе муниципального образования Островский район со статусом муниципального района.
На референдуме 11 октября 2009 года было поддержано объединение Горайской (д. Гораи) и Синерецкой волостей (д. Гривы).
Согласно Областному Закону № 984-ОЗ от 3 июня 2010 года и новой редакцией Областного Закона «Об установлении границ и статусе вновь образуемых муниципальных образований на территории Псковской области» Синерецкая волость 1 июля 2010 года была упразднена и включена в новообразованное сельское поселение Горайская волость с центром в деревне Крюки, которое ранее, до 2010 года, вместе с деревней Марьино входило в состав Бережанской волости.